# جیسون پلومهوف
جیسون پلومهوف (انگلیسی: Jason Plumhoff؛ زادهٔ ۹ اوت ۱۹۹۱) بازیکن فوتبال اهل آلمان است.